# Bela metlika
Bela metlika (znanstveno ime Chenopodium album) je enoletni širokolistni semenski plevel z močno glavno korenino in užitnimi semeni iz družine ščirovk.

## Opis
Bela metlika zraste od 30 do 100, ob dobrih rastnih pogojih lahko celo do 200 cm v višino. Listi so trikotne do suličaste oblike, dolgi od 1 do 5 cm. Na spodnjem delu rastline so na steblo nameščeni nasprotno, na zgornjem delu pa premenjalno. Listna ploskev je bledo sivozelena in je prekrita z moknatim poprhom, ki je še posebej izrazit na mladih listih. Listni rob je neenakomerno nazobčan. Steblo odrasle rastline je enostavno ali pa ima nekaj stranskih poganjkov.
Cvetovi so drobni, skoraj neopazni, izraščajo iz pazduh listov, združeni pa so v gosta piramidasta socvetja.
Bela metlika ni zahtevna rastlina in uspeva skoraj na vseh podlagah, najbolj pa ji ustrezajo lahka, ilovnato do ilovnato peščena, s humusom in dušikom bogata tla. V severni Indiji belo metliko sejejo kot poljščino, saj ima užitna semena.